# Klimp (maträtt)

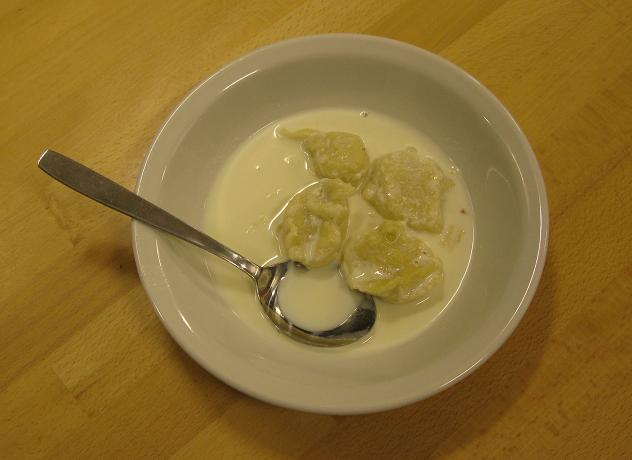
Klimpar.

Klimp, eller knyte om fyllda (engelska: dumpling), ibland övergripande kallade kamsrätter (eller bara kams), är en bred klass av rätter som består av tillagade, ofta kokta, degstycken, gjord av en mängd olika stärkelsekällor.
I Sverige är klimpar ett traditionellt "fattigmanssätt" att dryga ut soppa, vanligtvis tillredda av vetemjöl (skorpmjöl) och mjölk. Det finns dock otals varianter och namn av klimp och dylikt i Sverige, såsom palt, kams, lubb, klot, krumme, komple, kompe, klåbb, klöbb, klubb etc. Knyten är ett någorlunda modernt begrepp för att beskriva olika former av snarlika klimpar med fyllning, men historiskt finns så kallade kroppkakor (kropp = fyllning, kaka = omslutande deg) i svensk husmanskost, en typ av tjockare rullat knyte gjort på potatisdeg i olika variationer, vilka även går spritt under namnet palt.
I modern tid är engelskans dumpling ett populärt begrepp för sinosfäriska knyten som kinesiska jiaozi och baozi, men härstammar egentligen från Skottland i betydelsen tillagad degklimp eller degknyte (se till exempel clootie dumpling(en)).

## Etymologi
Namnet klimp i betydelsen maträtt finns belagt i svenska språket sedan 1730. Under 1700-talet kunde klimp även syfta på frikadeller av kött- eller fiskfärs. I början av 1900-talet förekom klimp i bygdemål för kroppkaka och är stundom synonymt med varianter av palt. Klimp syftade ursprungligen på något litet och klumpformat och har använts åtminstone sedan 1500-talet i diverse sammanhang och sammansättningar. Ett exempel som fortfarande är vanligt är guldklimp. Ett närbesläktat ord som syftar på något större är klump.
Namnet knyte är bildligt efter byltet vid samma namn, bildat av en duk eller dylikt som hopknyts i de korslagda hörnflikarna runt något. Samma princip används för de flesta knyträtter, där degen plattas ut och sedan fälls in och stängs ihop över fyllningen.

## Svenska klimpar – tillredning
Klimp tillreds av vetemjöl (skorpmjöl) och mjölk. Även en mindre mängd ägg och smält smör kan ingå beroende på tillgång. Ibland består klimpen enbart av ägg och vetemjöl. Ingredienserna blandas till en deg som antingen formas till köttbullsstora stycken och kokas med i soppa, skedas i soppa eller i välling (klimpvälling) eller tillagas vid sidan av och skedas vid serveringen i soppa. Degen saltas och kryddas efter behag, men den huvudsakliga smaken brukar komma från kokningen i buljong/soppa.
Dialektalt på den bohuslänska ön Åstol förekommer klonkevälling, som en variant med tillägg av socker i mjöl- och äggblandningen. Dialektalt kan även ordet klotvälling förekomma.

## Maträtter

### Klimpar
- Kams
- Klåbb (klöbb, klubb)
- Knödel
- Palt

### Knyten
- Baozi
- Jiaozi
- Kroppkakor
- Palt
- Raspeball
- Ravioli